# Pfarrkirche Chorherrn

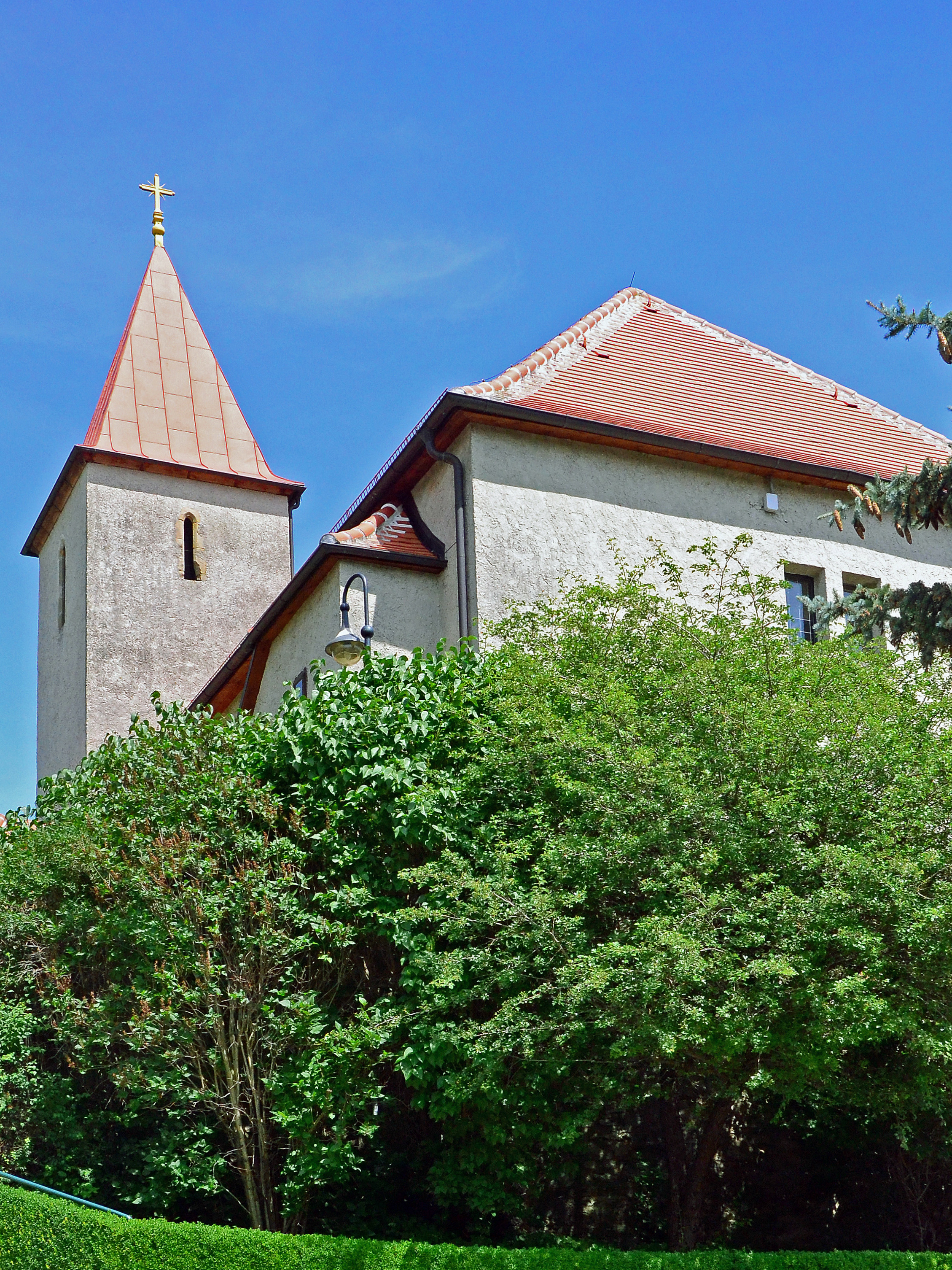
Katholische Pfarrkirche hl. Ägidius in Chorherrn

Die Pfarrkirche Chorherrn steht in erhöhter Lage an der südöstlichen Ortseinfahrt in der Ortschaft Chorherrn der Marktgemeinde Tulbing im Bezirk Tulln in Niederösterreich. Die auf den heiligen Ägidius geweihte römisch-katholische Pfarrkirche gehört zum Dekanat Tulln in der Diözese St. Pölten. Die Kirche steht unter Denkmalschutz (Listeneintrag). 

## Geschichte
Im 14. Jahrhundert ein Vikariat von Tulln und wurde urkundlich 1393 Pfarre. Ab 1622 wurde die Kirche von Freundorf betreut. 
Die Kirche mit einem Nordturm, im Kern aus dem 13. Jahrhundert, wurde mehrmals verändert und erweitert. 1529 im 1. Türkenkrieg zerstört, wurde die Kirche 1568 wiederaufgebaut. 1783/1784 wurde die Sakristei angebaut. 1683 entstanden Schäden im 2. Türkenkrieg. 1796 wurde die Kirche neu eingedeckt und der Hochaltar in Stand gesetzt. 1805 (Dritter Koalitionskrieg) und 1809 (Fünfter Koalitionskrieg) entstanden wieder Kriegsschäden. 1831 wurde der Chor neu gewölbt und 1834 das Langhaus verlängert. 1910 wurde der Kirchturm eingekürzt und neu gedeckt.

## Architektur
Die ehemalige Wehrkirche ist von einer Friedhofsmauer mit Stützpfeilern umgeben.
Das schlichte ungegliederte Langhaus mit barocken Karniesbogenfenstern wurde im 18. Jahrhundert gegen Norden und 1834 gegen Westen um jeweils ein Joch erweitert, in der Langhaussüdwand ist ein gotischer Portalrest mit Steingewände vermauert. Der niedrige eingezogene Chor hat einen geraden Schluss, in der Ostwand sind Reste eines romanischen Rundbogenfensters vermauert. Im nördlichen Chorwinkel steht der wegen einer Verkürzung massiv wirkende gotische Turm mit spitzbogigen Schallfenstern in Steingewände und Resten des Maßwerkes, er trägt einen Pyramidenhelm aus 1910.

## Ausstattung
Der Hochaltar in spätbarocker doppelsäuliger Bogenstellung mit einem neobarocken Aufsatz als Rahmung für die Statuennische hl. Ägidius um 1700 hat einen Sockel mit Reliquienschreinen und davor einen Tabernakel bekrönt mit der Figurengruppe Lamm Gottes und Christus.
Die Orgel baute Franz Reusch 1874.